# Laguna Mangueira
La laguna Mangueira (en portugués: Lagoa Mangueira) es un depósito natural de agua dulce que se encuentra en la costa del estado brasileño de Río Grande del Sur, en Brasil.
Tiene unos 123 kilómetros de largo y una superficie total de 800 kilómetros cuadrados. Se encuentra en el municipio de Santa Vitória do Palmar, a más de 500 km de la capital del estado, Porto Alegre, cerca de la frontera con Uruguay, sin aglomeraciones urbanas alrededor.
Es considerada como un gran lugar para el buceo, la pesca y deportes acuáticos. Es uno de los accidentes geográficos más recientes de la Tierra, con solo 4.500 años.
El ascenso y descenso de las aguas del Atlántico debidos a las sucesivas glaciaciones, provocó la acumulación de sedimentos y la formación de la llanura costera del estado. Hace alrededor de 5.500 años, en el período geológico llamado Holoceno, el nivel del mar era de entre un metro y un metro y medio más alto que el actual, y ya había una enorme zona inundada separada del océano por una franja de arena. Conforme las aguas del océano fueron descendiendo, más sedimentos se fueron depositando, formando una península de arena que cerró los canales y creó la Laguna Mangueira.
A los ojos de los pocos aventureros y pescadores que la visitan, es una vasta extensión de agua dulce en una cama llena de conchas fósiles, poblada por peces como el traicionado y los pejerreyes y mamíferos como el carpincho. Para los ojos atentos de los investigadores, sin embargo, es mucho más. Al tener un pH muy alto, debido a la composición del suelo, la Mangueira es el hogar de una microalga beneficiosa para el ser humano y capaz de absorber grandes cantidades de contaminantes del aire.
Laguna Mangueira es también el hogar del roedor más grande del mundo: el carpincho. Es común ver grandes grupos alimentándose o descansando en las orillas. Hace unos años, la caza indiscriminada redujo el número de animales. Hoy en día, con la prohibición y los estrictos controles del IBAMA (Instituto Brasileiro do Meio Ambiente e dos Recursos Naturais Renováveis), se recupera la población de carpinchos.